# Законодательное собрание острова Норфолк
Законодательное собрание острова Норфолк — орган законодательной власти острова Норфолк, существовавший с 1979 по 2015 годы. Было создано после принятия Акта о Норфолке 1979 года, а 10 августа того же года прошли первые выборы её состава. В последний, 14-й раз, Собрание выбиралась 13 марта 2013 года. 17 июня 2015 года Правительство Австралии упразднило Собрание, на чём самоуправление на острове временно закончилось. Региональный совет Острова Норфолк, преемник Законодательного Собрания с существенно ограниченными полномочиями, начал работу 1 июля 2016 года.

## Члены Собрания
Собрание состояло из 9 человек, выбираемых на срок в три года. Состав собрания выбирался из результатов всенародного голосования. У каждого выборщика есть по 9 голосов, равные по силе, которые могут быть поделены между кандидатами как угодно, но не более 2 голосов за одного человека. Такой вид кумулятивного голосования называется «взвешенная система относительного большинства».
Все 9 мест были распределены между независимыми кандидатами, так как на Норфолке нет крупных политических партий. Однако, но острове действует отделение Лейбористской партии.
Состав Собрания на 20 марта 2013 года, дату первого заседания 14-го Собрания:
- Лайсл Снелл — глава правительства
- Робин Элеонор Адамс — министр культурного наследия и социальной защиты
- Рональд Джон Уорд — министр охраны окружающей среды
- Тимоти Джон Шеридан — министр финансов
- Мелисса Уорд
- Дэвид Баффет — спикер Собрания
- Дэвид Рэймонд Портер
- Рональд Коэн Ноббс — заместитель спикера
- Хадин Пол Эванс

## Упразднение
В марте 2015 года Правительство Австралии заявило, что Собрание заменит региональный совет, чтобы правительство Норфолка работало также, как и остальные части Австралии. Совет Общественного Надзора, в составе которого должны были находиться глава правительства Снелл и спикер Баффет, должен был следить за процессом смены органов власти.
В 2014 году Лайсл Снелл отправилась в Канберру, чтобы оспорить решение властей. Она не была против полного вхождения в состав Австралии, но с сохранением хотя бы малой доли самоуправления.
Начинания Снелл не дали успеха, и Собрание собралось в последний раз 17 марта 2015 года.
После почти годового переходного периода самоуправление вернулось на остров в лице Регионального Совета Острова Норфолк 1 июля 2016 года.